# Дубінін Андрій Дмитрович
Андрій Дмитрович Дубінін (24 липня 1929, Бєлгородська область РРФСР — 22 жовтня 1999, Харків, Україна) — оперний співак (драматичний тенор), педагог. Заслужений артист Української РСР.

## Біографічні відомості

Могила Андрія Дубініна

В юності навчався у м. Бєлгороді на курсах помічників машиніста паровоза. Водив потяги. Служив у прикордонних військах.
Не маючи музичної підготовки, був прийнятий до Харківської консерваторії, яку закінчив 1961 року по класу сольного співу В. В. Руденка.
Дебютував на сцені Оперної студії при Консерваторії в опері «Утоплена» М В. Лисенка.
З 1961 — соліст Харківського театру опери та балету ім. Н. В. Лисенка, в якому дебютував у ролі Германа в «Піковій дамі» П. І. Чайковського і співав усі провідні тенорові партії. У концертному репертуарі мав російські й українські народні пісні, романси композиторів XIX—XX століть.
У 1980-х роках паралельно викладав на кафедрі сольного співу Харківського державного інституту мистецтв ім. І. П. Котляревського.
Похований у Харкові на Міському кладовищі № 2.

## Оперні ролі
- Радамес («Аїда» Дж. Верді)
- Отелло («Отелло» Дж. Верді)
- Герцог («Ріголетто» Дж. Верді)
- Річард («Бал-маскарад» Дж. Верді)
- Монріко («Трубадур» Дж. Верді)
- Карлос («Дон Карлос» Дж. Верді)
- Едгар («Лючія ді Ламмермур» Г. Доніцетті)
- Каніо («Паяци» Р. Леонкавалло)
- Рудольф («Богема» Дж. Пуччіні)
- Пінкертон («Чіо-Чіо-сан» Дж. Пуччіні)
- Кварадоссі («Тоска» Дж. Пуччіні)
- Хозе («Кармен» Ж. Бізе)
- Герман («Пікова дама» П. І. Чайковського)
- Княжич («Чародійка» П. І. Чайковського)
- Фінн («Руслан і Людмила» М. І. Глінки)
- Самозванець («Борис Годунов» М. П. Мусоргського)
- Льонька («У бурю» Т. М. Хреннікова)